# FC Mulhouse omnisports
Le FC Mulhouse omnisports est un club omnisports français basé à Mulhouse et fondé en 1892.
Il est particulièrement connu pour ses sections de football et de handball.

## Histoire
Le FC Mülhausen est créé en 1893, à la suite de la formation d'une équipe de football par deux élèves anglais, alors étudiants à l'école de chimie de Mulhouse. La ville était alors allemande et portait le nom de Mülhausen.

## Sections
Le FCM omnisports compte 10 sections en 1992 : 
- Football : Football Club de Mulhouse
- Athlétisme : FCM Athlétisme[3]
- Baseball / Softball : FCM Baseball / Softball[3]
- Billard : FCM Billard[3]
- Boxe : FCM Boxe Française[3]
- Escrime: FCM Escrime
- Tennis: FCM Tennis
- Tennis de table : FCM Tennis de table

Sections devenues indépendantes:
- Basket-ball : FC Mulhouse Basket est aujourd'hui le Mulhouse Basket Agglomération (Nationale 1)
- Handball : FC Mulhouse Handball, section créée en 1934[4] est aujourd'hui le Lynx Mulhouse Handball (Nationale 3)